# Papyrus 78
Papyrus 78 (in de nummering van Gregory-Aland), of {\displaystyle {\mathfrak {P}}}78, of Papyrus Oxyrhynchus 2684, is een fragment van een oud, op papyrus geschreven, Grieks handschrift van het Nieuwe Testament en bevat de Brief van Judas, vers 4,5 en vers 7,8. Het is geschreven met een mooi handschrift en wordt op grond van het schrifttype gedateerd in de derde of vierde eeuw.

## Tekst
De Griekse tekst van deze codex vertegenwoordigt de Alexandrijnse of neutrale tekst. De tekst is te typeren als een ‘’vrije tekst’’. Aland plaatst de tekst in Categorie I van zijn Categorieën van manuscripten van het Nieuwe Testament
Het fragment is gevonden in Oxyrhynchus in Egypte. Het wordt nu bewaard in de Art, Archaeology and Ancient World Library (P. Oxy. 2684) in Oxford.